# Protobracon robusticauda
Protobracon robusticauda (лат.) — вид ископаемых наездников из семейства браконид, единственный в составе рода Protobracon van Achterberg & Chen, 2021 (Protobraconinae). Бирманский янтарь (около 99 млн лет назад; Мьянма).

## Описание
Мелкие наездники-бракониды, длина тела 2,6 мм; длина переднего крыла 2,2 мм. Антенны с более чем 17 члениками (сохранность неполная, голова деформированная). Щупики 5 и 3 члениковые. Затылочный киль отсутствует.

## Систематика
Впервые описан в 2021 году в ходе ревизии, проведённой китайским энтомологом Hua-yan Chen (State Key Laboratory of Biocontrol, Sun Yatsen University, Guangzhou, Китай) и голландским гименоптерологом Корнелисом ван Ахтенбергом (Cornelis van Achterberg; State Key Laboratory of Rice Biology, Чжэцзянский университет, Ханчжоу, Китай) по материалам из бирманского янтаря. Близок к роду Tibialobracon van Achterberg & Chen, 2021 (Tibialobracon compressicornis, Мьянма), но отличается жилкованием крыльев и строением ног. Вместе с ним и родом Rhetinorhyssalites Engel, Thomas & Alqarni, 2017 (Rhetinorhyssalites emersoni, Нью-Джерси) выделены в подсемейство Protobraconinae  van Achterberg & Chen, 2021.